# یوری فدکوویچ
یوری فدکوویچ (اوکراینی: О́сип Ю́рій Федько́вич، آوانگاری: Osyp Jurij Feďkovyč؛ ۸ اوت ۱۸۳۴ – ۱۱ ژانویهٔ ۱۸۸۸) زبان‌شناس، شاعر، مترجم، و نویسنده اهل امپراتوری اتریش بود.